# رياح مقابلة
الرياح المقابلة في الديناميكا الهوائية، هي الرياح التي تهب ضد -عكس- اتجاه حركة الجسم. الرياح المقابلة تقلل سرعة الجسم، وتزيد الوقت المطلوب للوصول إلى الجهة المطلوبة. في العادة تقاس الرياح المقابلة بالنسبة لسرعة المركبات –الجوية والمائية خصوصا. على النقيض من الرياح المقابلة هناك الرياح الخلفية. في الملاحة الجوية، الرياح المقابلة من الأمور المرغوبة في عمليات الإقلاع والهبوط. ونتيجة لذلك، من الشائع أن يختار الطيارين والمراقبين الجويين الإقلاع اوالهبوط في اتجاه أحد المدارج أثناء هبوب الرياح المقابلة. في الملاحة البحرية، تتسبب الرياح المقابلة في صعوبة تقدم المركب، وتتطلب تغيير اتجاه السفينة –المناورة-.

## رياضيا
يقوم الطيار بحساب الرياح المقابلة، والرياح الخلفية والرياح المتعامدة إذا كانت موجودة بالفعل. الرياح المقابلة والرياح الخلفية هي دالة جيب التمام cosine، بينما الرياح المتعامدة هي دالة جيب الزاوية sine. الرياح المقابلة والرياح الخلفية لا تكون متزامنة-لا تحدث في وقت واحد- في الظروف العادية. إن وجود الرياح الخلفية أوالمقابلة، ضروري لحساب السرعة الأرضية -سرعة المركبة + سرعة الرياح التي تدفع المركبة- للطائرة.
لنفترض أن:
A = زاوية اتجاه الرياح من اتجاه حركة المركبة
WS = سرعة الرياح الكلية –التي تم قياسها-
CW = الرياح المتعامدة
HW = الرياح المقابلة
ثم
Sin(A)* WS = CW
Cos(A)* WS = HW
على سبيل المثال إذا كانت الرياح في 24015 يعني أن الرياح حاليا في اتجاه 240 درجة، وسرعة 15 عقدة والطائرة تقلع من المدرج (18)؛ في اتجاه 180.
الرياح المتعامدة = Sin(240-180) * 15 ≈ 13
الرياح المقابلة = Cos(240-180) * 15 ≈ 7.5
أي أن الطائرة تتأثر برياح متعامدة سرعتها 13 عقدة، ورياح مقابلة سرعتها 7.5 عقدة. وعادة ما يكون للطائرات قيم قصوى للرياح المقابلة والرياح المتعامدة لا يمكن أن تتجاوزها. إذا كان اتجاه الرياح 80 درجة فما فوق، تكون الرياح متعامدة كليا. إذا تجاوز اتجاه الرياح 100 درجة، فإن الإجراء الشائع هو الإقلاع والهبوط من الجانب المعاكس من المدرج، ويكون لها اتجاه 360 في المثال المذكور أعلاه.